# ألف هانسن
ألف هانسن (25 أغسطس 1899 - 23 نوفمبر 1960) هو لاعب كرة قدم نرويجي سابق كان يلعب كلاعب وسط.

## مسيرته

### مسيرته مع المنتخبات الوطنية
- 1926 - 1926 لعب مع منتخب النرويج لكرة القدم مباراة.

## روابط خارجية
- ألف هانسن على موقع اتحاد النرويج (النرويجية)
- ألف هانسن على موقع قاعدة بيانات كرة القدم.إي يو (الإنجليزية)
- ألف هانسن على موقع عالم كرة القدم.نت (الإنجليزية)